# Peng Ming-min
Peng Ming-min (chiń. 彭明敏; pinyin Péng Míngmǐn; pe̍h-ōe-jī Phêⁿ Bêng-bín; ur. 15 sierpnia 1923 w Taizhongu, zm. 8 kwietnia 2022) – tajwański polityk, działacz opozycji demokratycznej za czasów dyktatury Czang Kaj-szeka.
Urodził się w Taizhongu na Tajwanie, w czasie gdy był on częścią Japonii. W trakcie II wojny światowej studiował nauki polityczne i prawo na Uniwersytecie Tokijskim. W 1946 roku powrócił na znajdujący się już pod panowaniem chińskim Tajwan. Ukończył nauki polityczne na Narodowym Uniwersytecie Tajwańskim, następnie studiował na McGill University w Montrealu i na Uniwersytecie Paryskim, gdzie w 1954 roku obronił doktorat. Po powrocie na Tajwan został w 1957 roku najmłodszym w historii profesorem Narodowego Uniwersytetu Tajwańskiego, w latach 1961–1962 był dziekanem jego Wydziału Nauk Politycznych. W 1962 roku został mianowany doradcą delegacji Republiki Chińskiej w ONZ. W tym czasie zaczął angażować się także w opozycję antykuomintangowską.
W 1964 roku zredagował wraz z dwoma swoimi studentami, Hsieh Tsong-minem (謝聰敏) i Wei Ting-chao (魏廷朝) manifest przeciwko dyktaturze Czang Kaj-szeka, w którym domagali się demokratyzacji życia politycznego. Aresztowany, został skazany w 1965 roku na 8 lat więzienia. Pod naciskiem opinii międzynarodowej więzienie zamienione zostało ostatecznie na areszt domowy. W 1970 roku udało się zorganizować jego ucieczkę z Tajwanu. Poprzez Hongkong przedostał się do Szwecji, a następnie do USA, gdzie uzyskał azyl polityczny. Podczas trwającej 22 lata emigracji wykładał m.in. na University of Michigan i Uniwersytecie Londyńskim, a także działał w emigracyjnych ugrupowaniach na rzecz demokratyzacji Tajwanu.
W 1992 roku, po ogłoszeniu przez rząd amnestii dla dawnych przeciwników politycznych, powrócił na Tajwan. W pierwszych wolnych w historii Tajwanu bezpośrednich wyborach prezydenckich w 1996 roku był kandydatem Demokratycznej Partii Postępowej przeciwko kandydatowi Kuomintangu Lee Teng-huiowi. Startując pod hasłem niepodległości dla Tajwanu, uzyskał 21% głosów. Po przegranych wyborach założył własny Ruch na rzecz budowy państwa, o silnie proniepodległościowej orientacji, który jednak nie odegrał większej roli politycznej.
W 2001 roku został mianowany doradcą prezydenta Chen Shui-biana.